# Кусаинов, Аубакир
Аубакир Кусаинов (1926, село Карсакпай — 1979, Сатпаев) — передовик производства, бригадир комплексной бригады шахты № 44 Джезказганского горно-металлургического комбината имени К. И. Сатпаева Министерства цветной металлургии СССР, Карагандинская область, Казахская ССР. Герой Социалистического Труда (1966). Почётный горняк.

## Биография
В 1946 году окончил школу фабрично-заводского обучения по специальности «электрослесарь» и в 1949 году — сельхозшколу.
С 1956 года — забойщик, бригадир комплексной бригады шахты № 44 Южного рудника Джезказганского горно-металлургического комбината.
Бригада Аубакира Кусаинова выполнила социалистические обязательства 7-й пятилетки за 4 года и три месяца. В 1966 году удостоен звания Героя Социалистического Труда за выдающиеся трудовые достижения.
Похоронен в Сатпаеве.
Память
Его именем названа одна из улиц в городе Сатпаев.
Награды
- Герой Социалистического Труда — указом Президиума Верховного Совета СССР от 20 мая 1966 года
- Орден Ленина